# André Rizek
André Rizek Lopes (São Paulo, 28 de maio de 1975) é um jornalista esportivo brasileiro.
Está no SporTV desde 2005, tendo sido chefe de redação em São Paulo. É o apresentador titular dos programas Seleção Sportv e Fechamento.
Como jornalista esportivo, cobriu as Copas de 1998, 2002, 2006, 2014 e 2018, algumas edições da Copa América e da Copa das Confederações.

## Carreira
Foi editor especial das revistas Placar e Playboy e depois repórter da revista Veja, onde foi o responsável por denunciar a chamada Máfia do Apito, um esquema de manipulação de resultados futebolísticos, com uma reportagem que foi capa da revista em 2005. Com a denúncia, iniciou-se um processo de investigação que culminou com alterações no Estatuto do Torcedor, tipificando o crime de fraude desportiva. Ainda em 2005 Rizek foi para o SporTV, onde chegou a ser chefe de redação em São Paulo.
Em outubro de 2006, voltou à revista Placar como repórter especial.
Em 2007, passou a acumular a função de comentarista no SporTV e em 2009 tornou-se comentarista de esporte no jornal O Globo.
Durante o Mundial de Futebol de 2014, apresentou o programa É Campeão!, que foi ao ar desde o início das oitavas de final.
Nas Olimpíadas Rio 2016, Rizek voltou a apresentar o É Campeão, trazendo lendas do esporte olímpico, medalhistas em diferentes esportes, para comentar os feitos dos atletas.
Apresentou o programa Redação SporTV até 27 de fevereiro de 2018. A partir de 1.º de março, passou a comandar o Seleção SporTV.
Entre 2017 e 2018 atuou na Rádio Globo como colunista do quadro Redação do Esporte ao lado de Edson Mauro, transmitido dentro do Café das Seis.
Entre outubro de 2019 e setembro de 2020, apresentou o podcast "Futebol Arte", pelo Grupo Globo. Entre setembro de 2020 e janeiro de 2023, pelo mesmo Grupo, apresentou o podcast "A Mesa", ao lado de Paulo Vinicius Coelho. 

## Prêmios
| Ano  | Prêmios                                                                    | Categoria          | Resultado | Ref.   |
| ---- | -------------------------------------------------------------------------- | ------------------ | --------- | ------ |
| 2023 | Troféu ACEESP (Associação dos Cronistas Esportivos do Estado de São Paulo) | Apresentador de TV | Venceu    | [ 12 ] |

## Vida pessoal
Em março de 2020, oficializou casamento com a jornalista Andréia Sadi, também da Rede Globo. Frutos do casamento, em 7 de abril de 2021 nasceram os filhos gêmeos do casal: João e Pedro.